# Tricoryna tuberculaticornis
Tricoryna tuberculaticornis är en stekelart som först beskrevs av Girault 1915.  Tricoryna tuberculaticornis ingår i släktet Tricoryna och familjen Eucharitidae. Inga underarter finns listade i Catalogue of Life.